# Frédéric-Albert Le Rey
Frédéric-Albert Le Rey   (Rue au Blé, 19 de maig de 1858 - Asnières-sur-Seine, 6 de març de 1942) fou un compositor francès. Va compondre un oratori, una simfonia, diverses melodies vocals i la música d'escena del drama Jacques Callot i les obres teatrals Dans les nuages, Les noces de l'alcalde, La kermesse de Denderlew, Miliane, Stenio, Ibycus, Fantih, Hermann et Dorothée (1894), Eros (1895), La mégère apprivoisée (1896), La tentation de saint Antoine, ball (1896), La redingote grise (1897), Soeur Marthe (1898) i Les petites vestales (amb col·laboració amb Clerice).